# ستيفن إس أوزوالد
ستيفن إس أوزوالد (بالإنجليزية: Stephen S. Oswald)‏ (و. 1951 – م) هو ضابط، ورائد فضاء من الولايات المتحدة الأمريكية . ولد في سياتيل، واشنطن .

## ريادة الفضاء
شارك في المهمات الفضائية:
- STS-42[2]
- STS-56[2]
- STS-67.[2]

## الخدمة العسكرية
خدم في بحرية الولايات المتحدة.

## جوائز
حصل على جوائز منها:
- جائزة الشجاعة طيران
- وسام "العمل الشجاع في الحرب الوطنية العظمى 1941-1945
- وسام الاستحقاق.